# Typhlops klemmeri
Typhlops klemmeri este o specie de șerpi din genul Typhlops, familia Typhlopidae, descrisă de William Randolph Taylor în anul 1962. Conform Catalogue of Life specia Typhlops klemmeri nu are subspecii cunoscute.